# Gastrotheca ossilaginis
Espèce
Statut de conservation UICN

 DD  : Données insuffisantes
Gastrotheca ossilaginis est une espèce d'amphibiens de la famille des Hemiphractidae.

## Répartition
Cette espèce est endémique de la région de San Martín au Pérou. Elle se rencontre dans la province de Huallaga de 3 000 à 3 100 m d'altitude dans la cordillère Centrale.

## Publication originale
- Duellman & Venegas, 2005 : Marsupial frogs (Anura: Hylidae: Gastrotheca) from the Andes of northern Peru with descriptions of two new species. Herpetologica, vol. 61, no 3, p. 295-307.